# Fjättrad vid en värld
Fjättrad vid en värld är en psalm från 1939 med text och musik av Sigurd Melin.

## Publicerad i
- Frälsningsarméns sångbok 1968 som nr 276 under rubriken "Jubel och tacksägelse".
- Frälsningsarméns sångbok 1990 som nr 543 under rubriken "Erfarenhet och vittnesbörd".